# Площа Анкари
Пло́ща Анкари́ — площа в Деснянському районі міста Києва, житловий масив Вигурівщина-Троєщина. Розташована на перетині вулиці Сержа Лифаря та проспекту Червоної Калини.

## Історія
Виникла на початку 1980-х років як площа без назви. Сучасна назва на честь міста-побратима Києва — Анкари, столиці Туреччини — з 2003 року.
Урочиста церемонія відкриття площі Анкари відбулась 2 квітня 2004 року за участю Київського міського голови Олександра Омельченка та голови адміністрації Деснянського району Віктора Лаги у рамках візиту в Україну прем'єр-міністра Турецької Республіки Реджепа Таїпа Ердогана. Під час урочистостей на площі встановлено пам'ятний знак з написами українською та турецькою мовами, що символізуває дружбу двох народів.
11 листопада 2020 року на площі висадили 25 дерев. Подію приурочили до турецького свята «Подих майбутнього: національне свято озеленення», яке у 2019 році запровадив Президент Турецької Республіки Реджеп Тайїп Ердоган.